# Xã Lohnes, Quận Benson, Bắc Dakota
Xã Lohnes (tiếng Anh: Lohnes Township) là một xã thuộc quận Benson, tiểu bang Bắc Dakota, Hoa Kỳ. Năm 2010, dân số của xã này là 36 người.